# Высшая школа видеоигр
«Высшая школа видеоигр» (англ. Video Game High School, часто сокр. VGHS) — американский веб-сериал в жанрах комедийная драма и приключение. Премьера состоялась на официальном сайте 11 мая 2012 года. На данный момент вышел 3 сезон, состоящий из 6 серий.
С момента выхода сериал был просмотрен более 150 млн раз на различных стриминговых площадках.

## Синопсис
Действия сериала происходят в ближайшем будущем, в котором видеоигры стали как никогда популярны. В связи с этим открываются новые школы, где юношей готовят к соревнованиям. «Высшая школа видеоигр» — одно из таких элитных заведений.
Главный герой сериала под ником «BrianD» случайно обыгрывает известную звезду в международных соревнованиях в шутере от первого лица, после чего попадает в школу видеоигр.

## В ролях
- Джош Блейлок — Брайан Доэни (как правило, называют Брайан Ди), FPS-игрок и главный герой сериала.
- Джоанна Брэдди — Дженнифер Матеус (как правило, называют Дженни Матрикс), студентка-второкурсница, младший капитан команды «FPS Varsity». Она является подругой того самого The LAW (в первом сезоне), и любовным интересом для Брайана.
- Брайан Фирензи — Лоуренс Пембертон (как правило, называют The LAW), номер 1 в мире геймеров. Он парень Дженни Матриксы (в первом сезоне) и основной антагонист (во втором и третьем сезонах).
- Эллари Портерфилд — Кимберли Свон (как правило, называют Ки Свон), пришла в школу для разработки игр. Она встречается с Тедом и является одним из друзей Брайана.
- Синтия Уотрос — Мэри Матрикс, тренер команды «FPS Varsity» и мать Дженни (второй и третий сезоны).
- Джимми Вонг — Теодор Вонг (как правило, называют Тед, а иногда и геймер тега Gr8fulTed), лучший друг Брайана и сын учителя Ритма игр Фредди Вонга. Тед хочет заниматься ритм играми, чтобы его отец гордился им, хотя он более талантлив в автосимуляторах.

## Производство и выпуск
Создателями проекта являются Фредди Вонг, Уилл Кампос, Брайан Фирензи и Мэтью Арнольд. Сериал основан на концепции Уилла Кампоса и Криса Паппаваселио. Значительное финансирование для него было получено через Kickstarter, где целью было собрать 75 000 долларов за месяц. Эта сумма была быстро собрана менее чем за 24 часа и продолжала расти. 22 октября 2011 года сбор денег подошёл к концу. Всего было собрано 273 725 долларов.
Команда Rocket Jump выбрала в качестве формата веб-сериал, так как «твёрдо верят, что основой для будущего цифрового распространения контента будут веб-сериалы». Производство началось в середине октября. Основные съёмки фильма начались 25 октября и закончились в конце ноября. Последние четыре дня съёмок проводились в «Горном Орле» (железный рудник) и пустыне Мохаве. В начале 2012 года на YouTube вышел трейлер проекта.